# Reinprechts
Reinprechts ist eine Ortschaft und eine Katastralgemeinde der Stadtgemeinde Weitra im Bezirk Gmünd in Niederösterreich mit 170 Einwohnern (Stand 1. Jänner 2025). Reinprechts war bis Ende 1970 eine eigenständige Gemeinde.

## Geografie
Das Dorf befindet sich westlich von Weitra und wird vom Tiefenbach durchflossen. Im Westen befindet sich der Mandlstein (874 m ü. A.), auf dessen Abhang sich der Reinprechtsforst fast bis zum Ort erstreckt. Am 1. April 2020 umfasste die Ortschaft 74 Adressen.

## Geschichte
Im Jahr 1822 wurde der Ort als Dorf mit 40 Häusern genannt, das nach Weitra eingepfarrt war und die Kinder vor Ort eingeschult wurden. Die Herrschaft Weitra besaß die Ortsobrigkeit, übte die Landgerichtsbarkeit aus und besorgte die Konskription. Die Untertanen und Grundholde des Ortes gehörten den Herrschaften Weitra und Zwettl.
Laut Adressbuch von Österreich waren im Jahr 1938 in der Ortsgemeinde Reinprechts zwei Gastwirte, ein Gemischtwarenhändler, ein Schmied, ein Schneider, ein Wagner und zahlreiche Landwirte ansässig. Im Rahmen der Niederösterreichischen Kommunalstrukturverbesserung trat die damalige Ortsgemeinde Reinprechts per 1. Jänner 1971 der Stadtgemeinde Weitra bei.

## Siedlungsentwicklung
Zum Jahreswechsel 1979/1980 befanden sich in der Katastralgemeinde Reinprechts insgesamt 73 Bauflächen mit 33.044 m² und 42 Gärten auf 32.897 m², 1989/1990 gab es 73 Bauflächen. 1999/2000 war die Zahl der Bauflächen auf 220 angewachsen und 2009/2010 bestanden 121 Gebäude auf 204 Bauflächen.

## Bauwerke
Die Ortskapelle wurde von 1875 bis 1877 nach Plänen von Johann Hölzl erbaut und ist denkmalgeschützt (Listeneintrag).

## Bodennutzung
Die Katastralgemeinde ist land- und forstwirtschaftlich geprägt. 361 Hektar wurden zum Jahreswechsel 1979/1980 landwirtschaftlich genutzt und 665 Hektar waren forstwirtschaftlich geführte Waldflächen. 1999/2000 wurde auf 317 Hektar Landwirtschaft betrieben und 707 Hektar waren als forstwirtschaftlich genutzte Flächen ausgewiesen. Ende 2018 waren 309 Hektar als landwirtschaftliche Flächen genutzt und Forstwirtschaft wurde auf 708 Hektar betrieben. Die durchschnittliche Bodenklimazahl von Reinprechts beträgt 19,2 (Stand 2010).